# Jardin des parfums et des épices
Le Jardin des parfums et des épices est un jardin privé de l'île de La Réunion, département d'outre-mer français dans le sud-ouest de l'océan Indien. Situé à Saint-Philippe, commune du sud-est de l'île, il abrite, comme son nom l'indique, des plantes à épices et à parfums. Il est ouvert au public depuis 1989.